# Henry Box Brown
Henry Box Brown (c. 1815 - 15 de junio de 1897)fue un esclavo de Virginia del siglo XIX que consiguió la libertad a los treinta y tres años al enviarse a sí mismo por correo en una caja de madera al estado abolicionista de Pensilvania.
Durante un tiempo, Brown fue un importante orador abolicionista en el noreste de Estados Unidos. Como figura pública y esclavo fugitivo, se sintió amenazado por la aprobación de la Ley de Esclavos Fugitivos de 1850, que incentivaba la captura de esclavos huidos. Se mudó a Inglaterra y vivió allí veinticinco años, realizando giras con un grupo antiesclavista y convirtiéndose, también, en mago y artista.
Brown se casó y formó una familia con una mujer inglesa, Jane Floyd. Su primera mujer, Nancy, siguió viviendo en esclavitud. En 1875, Brown regresó a los Estados Unidos con su familia inglesa, donde continuó ganándose la vida como artista. Realizó giras y actuó como mago, orador y mesmerista hasta al menos 1889. La última década de su vida (1886-1897) la pasó en Toronto, donde murió en 1897.

## Infancia y esclavitud
Henry Brown nació en la esclavitud en 1815 o 1816 en una plantación llamada Hermitage en el condado de Louisa, Virginia. Desde pequeño fue muy religioso, afirmó que fue su madre quien le transmitió sus valores cristianos. Se cree que tuvo al menos dos hermanos, porque los menciona en su autobiografía. A los quince años lo enviaron a trabajar a una tabacalera en Richmond.
En su autobiografía, Narración de la vida de Henry Box Brown: de su puño y letra, describe a su propietario de la siguiente manera: «Nuestro amo era extraordinariamente amable (porque lo cierto es que hasta un hombre que posee esclavos puede serlo), y en sus dignos andares nosotros lo veíamos como a un dios. Pero, a pesar de esa amabilidad suya, aunque sabía muy bien las supersticiones que alimentaba en nosotros, nunca hizo el menor esfuerzo por sacarnos de nuestro error: al contrario, parecía que los sentimientos reverenciales que nos inspiraba le complacían.»

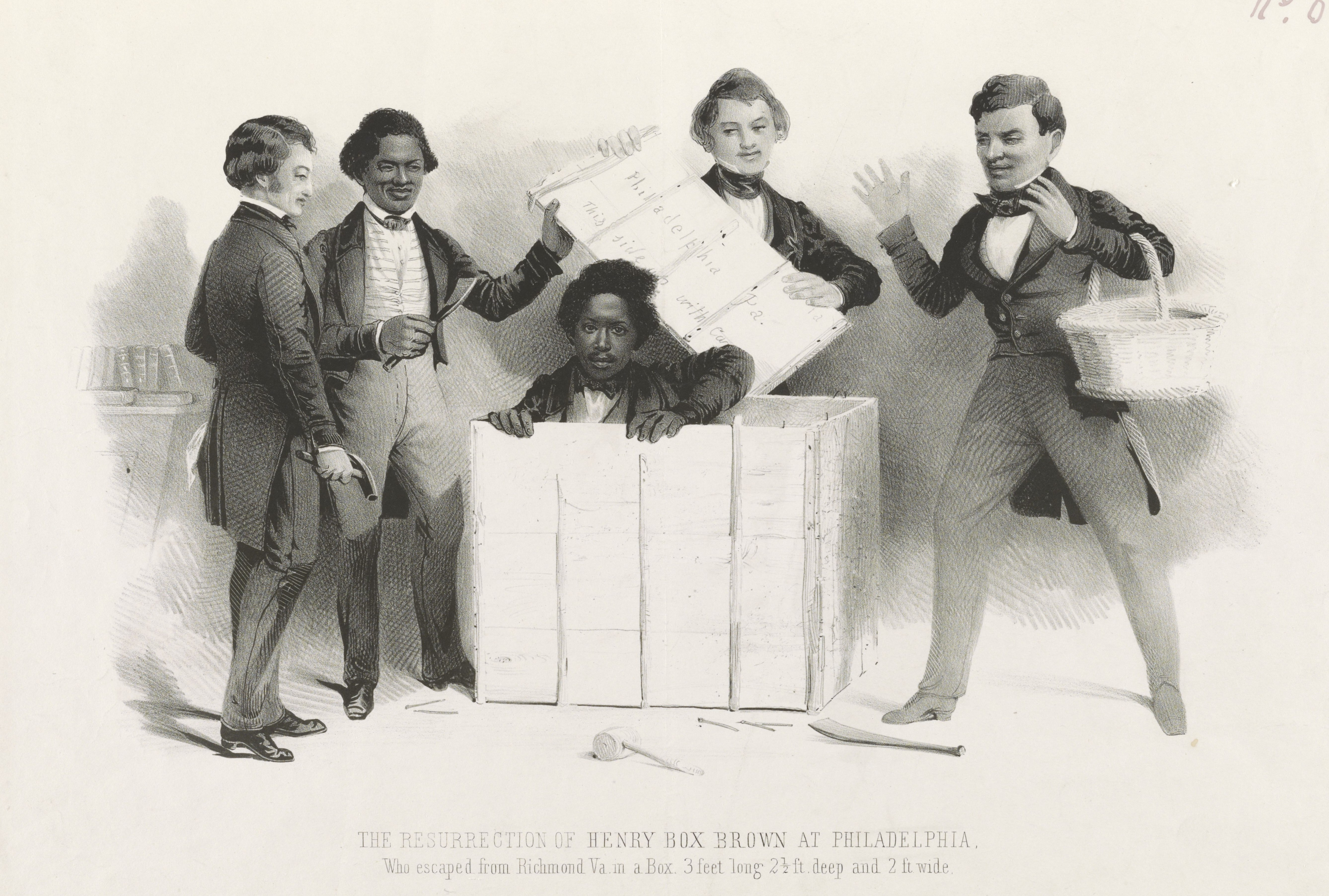
La resurrección de Henry Box Brown en Filadelfia, una litografía de Samuel Rowse publicada en 1850

## Fuga
Brown se casó por primera vez con una compañera esclava llamada Nancy, pero su matrimonio no fue reconocido legalmente. Tuvieron tres hijos nacidos en la esclavitud en virtud del principio partus sequitur ventrem, según el cual, los hijos nacidos de mujeres esclavas eran a su vez esclavos. Brown fue contratado por su amo en Richmond, Virginia, y trabajó en una fábrica de tabaco. Alquiló una casa, donde él y su esposa vivían con sus hijos. Brown también había estado pagando al amo de su esposa para que no vendiera a su familia, pero el hombre finalmente traicionó a Brown vendiendo a Nancy, que estaba embarazada en ese momento, y a sus tres hijos a otro propietario de esclavos, en Carolina del Norte.
Con la ayuda de James C. A. Smith, un hombre negro libre, y de un comprensivo zapatero blanco llamado Samuel A. Smith (sin parentesco), Brown ideó un plan para hacerse enviar en una caja a un estado libre por la compañía Adams Express, conocida por su confidencialidad y eficiencia. Brown pagó 86 dólares (equivalentes a 3.025 dólares en 2022) (de sus ahorros, 166 dólares) a Samuel Smith.
Smith fue a Filadelfia para consultar a los miembros de la Sociedad Antiesclavista de Pensilvania sobre cómo llevar a cabo la fuga, reuniéndose con el ministro James Miller McKim, William Still y Cyrus Burleigh. Después de regresar a Richmond, mantuvo correspondencia con ellos para ultimar los detalles. Le aconsejaron que enviara la caja por correo a la oficina del comerciante cuáquero Passmore Williamson, que colaboraba activamente con el Comité de Vigilancia.
Para librarse del trabajo el día que iba a escapar, Brown se quemó la mano hasta los huesos con ácido sulfúrico. La caja en la que enviaron a Brown medía 3 por 2,67 por 2 pies (0,91 por 0,81 por 0,61 m) y lucía las palabras "dry goods" (productos secos). Estaba forrada de bayeta, un paño grueso de lana, y sólo llevaba consigo una pequeña porción de agua y unas cuantas galletas. Tenía un único orificio para el aire, y estaba clavada y atada con correas. Brown escribió más tarde que su incierto método de viaje merecía el riesgo: "Si nunca has estado privado de tu libertad, como yo, no puedes comprender el poder de esa esperanza de libertad, que fue para mí un ancla segura y firme para el alma".
Durante el viaje, que comenzó el 29 de marzo de 1849, la caja de Brown fue transportada en carreta, ferrocarril, barco de vapor, carreta de nuevo, ferrocarril, transbordador, ferrocarril y finalmente carreta de reparto, completándose en 27 horas. A pesar de las instrucciones en la caja de "manipular con cuidado" y "este lado hacia arriba", varias veces los transportistas colocaron la caja al revés o la manipularon bruscamente. Brown permaneció quieto y evitó ser descubierto.
La caja fue recibida por Williamson, McKim, William Still y otros miembros del Comité de Vigilancia de Filadelfia el 30 de marzo de 1849, dando fe de las mejoras en los servicios de entrega urgente. Cuando Brown fue liberado, uno de los hombres recordó que sus primeras palabras fueron: "¿Cómo están, caballeros?". Cantó un salmo de la Biblia, que había elegido antes para celebrar su liberación.
Además de celebrar la inventiva de Brown, señala Hollis Robbins, el papel del sistema de correos fue central y el público contemporáneo celebró la entrega como "un milagro postal moderno". El servicio postal estatal había aumentado fuertemente la comunicación, y, a pesar de los esfuerzos del sur por controlar la literatura abolicionista, los panfletos, cartas y otros materiales enviados por correo llegaban al Sur. El franqueo barato, observó Frederick Douglass en The North Star, tenía "una inmensa carga moral". Mientras los gobiernos federales y estatales respetaran la privacidad del correo, cualquiera podía enviar cartas y paquetes; casi cualquier cosa podía ir dentro. En resumen, el poder del franqueo prepagado deleitaba al Norte, cada vez más burgués y con una mentalidad comercial, y preocupaba cada vez más al Sur, con esclavos.
La huida de Brown puso de relieve el poder del sistema postal gubernamental y privado, que utilizaba diversos medios de transporte para conectar la costa este. La Adams Express Company, un servicio de correo privado fundado en 1840, promocionaba su confidencialidad y eficacia. Contaba con el favor de las organizaciones abolicionistas y "prometía no mirar nunca dentro de las cajas que transportaba".

## Vida en libertad
Brown se convirtió en un conocido orador de la Sociedad Antiesclavista de Massachusetts y llegó a conocer a Frederick Douglass. Fue apodado «Box» (caja en inglés) en una convención antiesclavista de Boston en mayo de 1849 y a partir de entonces utilizó el nombre de Henry Box Brown. Publicó dos versiones de su autobiografía Narrativa de la vida de Henry Box Brown. La primera, escrita con la ayuda de Charles Stearns y conforme a las expectativas del género de narrativa esclavista, se publicó en Boston en 1849. El segundo se publicó en Mánchester, Inglaterra, en 1851, después de haberse trasladado allí. Mientras daba conferencias en el noreste de Estados Unidos, Brown desarrolló un panorama móvil con su socio James C. A. Smith que detallaba tanto el viaje de Brown como la vida cotidiana de las personas libres y esclavas. Se separaron en 1851.
Douglass no compartió la idea de Brown. Al revelar los detalles de la huida, impidió que otros esclavos utilizaran ese método de huida sin ser capturados. De hecho, cuando Samuel Smith intentó liberar a otros esclavos en Richmond en 1849, fueron arrestados. El año de su fuga, Brown fue contactado por el nuevo dueño de su esposa para ofrecerle a su familia en venta. Brown declinó la oferta. Esto fue una vergüenza dentro de la comunidad abolicionista, que trató de mantener la información en privado.
Brown es conocido por hablar en contra de la esclavitud y expresar sus sentimientos por el estado de Estados Unidos. En su relato publicado, ofrece una cura para la esclavitud, sugiriendo que se debería dar el voto a los esclavos, elegir un nuevo presidente y que el Norte debería hablar claro contra el "niño mimado" del Sur.
Tras la aprobación de la Ley de Esclavos Fugitivos de 1850, que exigía la cooperación de las fuerzas del orden para capturar a los esclavos refugiados incluso en los estados libres, Brown se trasladó a Inglaterra por seguridad, ya que se había convertido en una figura pública conocida. Durante los diez años siguientes recorrió Gran Bretaña con su «panorama» antiesclavista, actuando varios cientos de veces al año. Para ganarse la vida, Brown también participó en el circuito británico de espectáculos de variedades durante veinticinco años, hasta 1875, después de abandonar el circuito abolicionista tras el inicio de la Guerra de Secesión.
En 1857, como Cutter documentó en su libro The Illustrated Slave (2017), Brown actuó en varias obras escritas expresamente para él por un dramaturgo británico -E.G. Burton-, pero su carrera como actor parece haber sido efímera. En la década de 1860, comenzó su carrera de mago, mesmerista y conjurador, bajo los nombres sobre el escenario de «Prof. H. Box Brown» y el «Príncipe Africano».
Durante su estancia en Inglaterra en 1855, Brown se casó con Jane Floyd, la hija de un trabajador del estaño de White Cornish, y formó una nueva familia. En 1875, regresó con su nueva familia a Estados Unidos, con un número de magia en grupo. Un informe posterior documentó a los Brown Family Jubilee Singers.

## Muerte
Como documentó por primera vez la académica Martha J. Cutter en 2015, Henry Box Brown murió en Toronto el 15 de junio de 1897. Los registros fiscales y otros documentos indican que continuó actuando hasta principios de la década de 1890, pero no se han encontrado registros de actuaciones de esa época. La última actuación conocida de Brown se recoge un relato periodístico de una actuación con su hija Annie y su esposa Jane en Brantford, Ontario, Canadá, fechada el 26 de febrero de 1889.

## Legado
Samuel Alexander Smith intentó enviar más esclavos hacia la libertad desde Richmond hasta Filadelfia, pero fue descubierto y arrestado. En cuanto a James C. A. Smith, también fue arrestado por intentar otro envío de esclavos.
- The Resurrection of Henry Box Brown at Philadelphia, una litografía de Samuel Rowse, representaba a Henry Brown saliendo de la caja en Filadelfia hacia su libertad. La litografía se publicó para ayudar a recaudar fondos para producir el panorama antiesclavista de Brown. Uno de los tres originales conocidos se conserva en la colección de la Virginia Historical Society en Richmond.[15]
- El monumento a Henry Box Brown se encuentra a lo largo del Paseo del Canal en el centro de Richmond, Virginia; es una reproducción metálica de la caja en la que escapó Brown.[16]
- En Aquia Landing, en el río Potomac, en el condado de Stafford, Virginia, se encuentra en la cabecera del ferrocarril del siglo XIX, un marcador sobre el viaje de Brown desde Richmond.  En Aquia, el cajón habría sido transferido de un vagón de ferrocarril a un barco de vapor, y luego a Washington, donde se invertiría el proceso de envío.
- En 2012, el condado de Louisa colocó una placa en honor a Henry Box Brown y su huida de la esclavitud.[17]
- The Unboxing of Henry Brown (2003) es una biografía de Jeffrey Ruggles.
- Ellen Levine escribió un libro ilustrado para niños titulado Henry's Freedom Box (2007) basado en la vida de Brown. Fue ilustrado por Kadir Nelson y recibió el Caldecott Honor.[18]
- Tony Kushner escribió una obra de teatro titulada Henry Box Brown, que se estrenó en 2010.[19]
- Doug Peterson escribió una novela histórica basada en Henry Brown llamada The Disappearing Man (2011).[20]
- Sally M. Walker escribió un libro infantil, Freedom Song: The Story of Henry Box Brown (2012), ilustrado por Sean Qualls.[21]
- Brown es el tema de una película de 2012, Box Brown, del director Rob Underhill.[22]
- El dramaturgo Mike Wiley escribió una obra sobre la vida de Henry Box Brown titulado One Noble Journey.[23]
- En 2014, el ilustrador e historiador Joel Christian Gill publicó una novela cómica titulada Strange Fruit, Volume I: Uncelebrated Narratives from Black History, que incluía la historia de Brown.[24]
- En la canción Diasporal Histories del profesor A.L.I. publicada en el álbum XFactor en 2015, entrelaza las narraciones de esclavos de Henry Box Brown, Solomon Northup, Frederick Douglass, Harriet Tubman y la narración ficticia de Eliza que escapa de la esclavitud a través de un río helado.  Dice de Brown: "¡Henry Brown, se encajonó en Boston! (una referencia al norte)".[25]
- Brown es el tema de una secuencia de poemas en Olio (2016) de Tyehimba Jess. Los poemas son una adaptación de la obra de John Berryman The Dream Songs' de John Berryman.
- Brown fue interpretado por Ade Otukoya en el episodio Dickinson Forbidden Fruit a Flavor Has."[26]
- Jarrett King escribió una obra de teatro titulada Box, que se estrenó el 23 de junio de 2023 en el Penfold Theatre de Austin Texas.
- Como parte de las celebraciones del Mes de la Historia Negra, el 1 de febrero de 2024 se bautizó un carril de Toronto con el nombre de Brown. "Henry Box Brown Lane" está situado en la zona de Corktown de Toronto, entre Bright Street y St. Paul Street.[27]